# 그레그 판 아베르마트
그레그 판 아베르마트(네덜란드어: Greg Van Avermaet, 1985년 5월 17일~)는 벨기에의 자전거 경기 선수로 현재 AG2R 시트로엥 팀 소속으로 활동하고 있다. 현대 도로 자전거 경기 선수 중 가장 다재다능한 선수로 손꼽히며 클래식 위주의 선수지만 2016년 티레노-아드리아티코와 2018년 투르 드 요크셔 대회처럼 여러 구간별 경기에서 우승을 차지한 선수이기도 하다.
2016년 하계 올림픽에서 벨기에 국가대표 선수로서 개인도로 금메달을 획득했으며, 같은 해에 그랑프리 몽레알에서 우승했다. 이듬해인 2017년에는 파리-루베, 헨트-베벨험, E3 하렐베커, 옴로프 대회 다수의 대회에서 우승을 차지했으며, 같은 해의 UCI 월드 투어에서 종합 우승을 차지했다. 그는 그랜드 투어 중 하나인 투르 드 프랑스에서 구간 우승 2회, 독주 구간 우승 2회를 차지했으며, 다른 그랜드 투어 대회인 부엘타 아 에스파냐에서 포인트 우승 1회, 구간 우승 2회를 차지했다.